# Schloss Zizenhausen

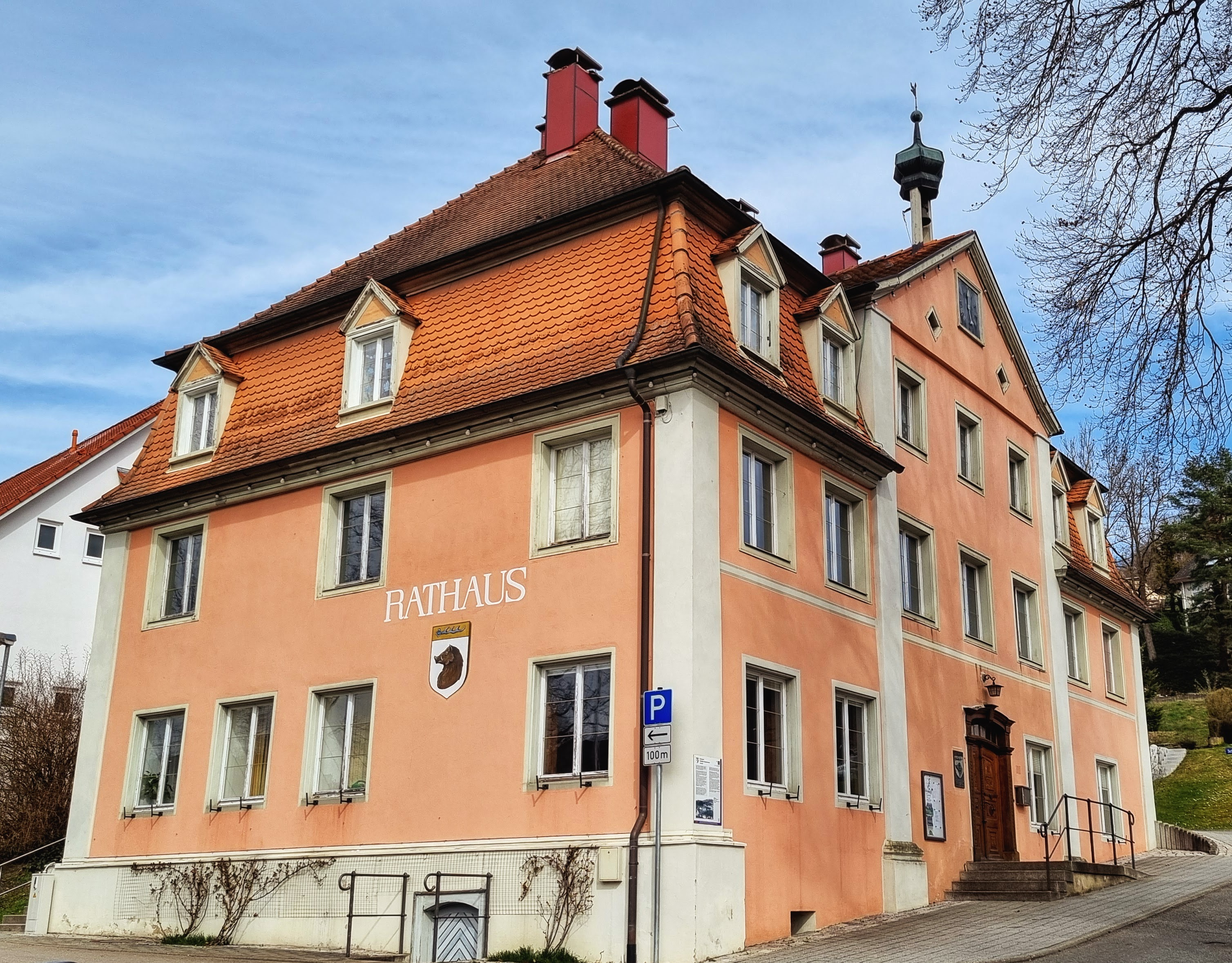
Schloss Zizenhausen, heute Rathaus (2024)

Das Schloss Zizenhausen, auch Zizenhauser Schloss genannt, ist ein Schloss in Zizenhausen, einem Ortsteil der baden-württembergischen Stadt Stockach in Deutschland.

## Geschichte

Ansichtskarte: Schloss Zizenhausen 1909

Im um die Mitte des 15. Jahrhunderts urkundlich erwähnten Ort Zizenhausen wird gegen Ende des 18. Jahrhunderts ein Herrschaftssitz gegründet. Zizenhausen bestand bis 1780 lediglich aus einem Hof, einer Mühle, einer Ziegelhütte und einem bereits im Jahre 1697 angelegten Eisenwerk.
Mit dem Erwerb des Zizenhausener Hofes im Jahre 1781 durch den Amtmann und Landrichter der vorderösterreichischen Landgrafschaft Nellenburg, Carl Anton von Krafft, genannt Krafft von Festenberg auf Frohnberg, beginnt die Industrialisierung des Ortes verbunden mit einer starken Bevölkerungszunahme. Der neue Grundherr der freien Herrschaft Zizenhausen lässt sich ab 1785 das Schloss erbauen.
Bis 1840 im von Krafft’schen Besitz, wird die Grundherrschaft Zizenhausen an den in der nahe gelegenen Herrschaft Mühlingen ansässigen Freiherrn von Buol-Berenberg verkauft. Der Grundbesitz wird von der Familie zwar weiter bewirtschaftet, das Schloss aber zunehmend nur mehr in den Sommermonaten von seinen Besitzern bewohnt.
Im September 1962 wurde das Schloss in das Denkmalbuch eingetragen.

## Heutige Nutzung
Nach seinem Verkauf im Jahr 1936 dient es dem Ort schließlich als Rathaus. Im Schlossbau können ein Teil der Zizenhausener Terrakotten, Tonfiguren aus einer Manufaktur des 19. Jahrhunderts, besichtigt werden.
Der spätbarocke, dreistöckige Bau mit 7:3 Achsen und hohem Walmdach, einem kleinen Glockenturm und einem dreieckigen Giebel mit Uhr ist von einem Wirtschaftsgebäude und Resten einer parkähnlichen Anlage umgeben.